# East Coast hip hop
East Coast rap je rap pocházející z východního pobřeží Spojených států, kolébkou mu je New York City (NYC). Dalšími významnějšími městy jsou Philadelphia a Boston. Na západním pobřeží USA existuje West Coast rap.

## Nejznámější představitelé
- 50 Cent
- A$AP Rocky
- Beastie Boys
- Big Daddy Kane
- Big Pun
- Big L
- Busta Rhymes
- Cam'ron
- Capone-N-Noreaga
- Cormega
- Diddy
- DMX
- Fabolous
- Fat Joe
- G-Unit
- Ja Rule
- Jay-Z
- Jim Jones
- Juelz Santana
- LL Cool J
- Mobb Deep
- Mos Def
- Nas
- Public Enemy
- Raekwon
- Run-D.M.C.
- The Diplomats
- The Notorious B.I.G.
- Wu-Tang Clan